# محمد اليدالي
محمد بن المختار بن محمد سعيد اليدالي الدِّيماني (1096هـ/1685م – 1166هـ/1752–1753م) عالم شنقيطي بارز في القرن الثاني عشر الهجري، اشتغل بالتفسير وعلم الكلام والتصوف والتاريخ، وتُنسب إليه مؤلفات مبكرة ووافرة. يُعدّه أحمد بن الأمين الشنقيطي أحد «الأربعة» الذين لم يبلغ أحد مبلغهم في العلم بقطر شنقيط.

## النشأة والانتماء
وُلد في اترارزة (موريتانيا اليوم). ويُعرف بالديماني واليدالي من قبيلة إدوداي من اتحاد تشمشمه. ووردت في التراجم روايات عن حفظه وفهمه واشتهاره بالصلاح منذ حداثته.

## التكوين العلمي
وُصف بأنه عصامي شديد العزيمة، جمع بين علوم المعقول والمنقول، وبرز في التفسير والتصوف. ووردت نماذج من مدائحه النبوية وأخبار عن حضوره الثقافي في بيئته.

## مسيرته العلمية ومنهجه
ترك أثرًا مبكرًا في حركة التأليف ببلاد شنقيط. من أبرز أعماله تفسيره الذهب الإبريز في كتاب الله العزيز الذي طُبع عن مركز نجيبويه (2014). 
توجد نسخ عديدة من التفسير في مخطوطات المعهد الموريتاني للبحث والتكوين في مجال التراث والثقافة. 
ويُعرف التفسير أيضًا بعنوان الدرّ الفريد في تفسير القرآن المجيد.

## مؤلفاته
- الذهب الإبريز في كتاب الله العزيز.[2]
- الدرّ الفريد في تفسير القرآن المجيد.[4]
- شيم الزوايا.[5]
- خاتمة التصوف.[6]
- فرائد الفوائد.[1]
- النجم الثاقب في بعض ما لليدالي من مناقب (عن سيرته، للنابغة الغلاوي).[7]
- أمر الولي ناصر الدين.[8]
- رسائل أخرى منها: حلة السيرا، الصوارم الهندوانية، رسالة اللفعة.

## مكانته وإرثه العلمي
يُعتبر أحد الأعلام الأربعة الكبار في شنقيط. عُرف بغزارة إنتاجه، وبكونه من أوائل المؤلفين الشناقطة الذين وصلت إلينا كتبهم. وتناولت بعض الدراسات الأكاديمية مثل رسالة خديجة عبد اللطيف (2008) منهجه في التفسير.

## وصلات خارجية
- الذهب الإبريز – فهرس المخطوطات الموريتانية
- شيم الزوايا – أرشيف الإنترنت
- خاتمة التصوف – أرشيف الإنترنت